# 교차탄력성
교차탄력성(交叉彈力性)이란 어떤 상품의 가격이 변화한 데 대한 다른 상품의 수요량의 반응을 나타내는 지표이다.

## 개요
j 재화의 가격 변화에 따른 i 재화의 수요량 변화를 나타내는 교차탄력성은 다음과 같이 주어진다.
{\displaystyle \epsilon _{Q_{i},P_{j}}={\frac {{\frac {\Delta Q_{i}}{Q_{i}}}\times 100\%}{{\frac {\Delta P_{j}}{P_{j}}}\times 100\%}}}
교차 탄력성이 0보다 클 경우 두 재화는 대체재 관계에 있으며, 0보다 작을 경우에 두 재화는 보완재의 관계에 있다.
```
어떤 상품의 가격이 변화한 데 대해 다른 상품의 수요량이 반응을 보일 수 있는데,
교차 탄력성이란 개념을 통해 이 반응의 민감성을 잴 수 있다.
X재 가격에 생긴 작은 변화가 

  

    

      

        

          
Δ

          

            
P

            

              
X

            

          

        

      

    

    
{\displaystyle {\Delta P_{X}}}

  

라고 할 때,
수요의 교차탄력성(cross elasticity of demand; 

  

    

      

        

          
ϵ

          

            
c

          

        

      

    

    
{\displaystyle \epsilon _{c}}

  

)은 구체적으로
다음과 같은 산식에 의해 계산할 수 있다.

  

    

      

        

          
ϵ

          

            
c

          

        

        
=

        

          

            

              

                
Δ

                

                  
Q

                  

                    
Y

                  

                

              

              

                
/

              

              

                

                  
Q

                  

                    
Y

                  

                

              

            

            

              

                
Δ

                

                  
P

                  

                    
X

                  

                

              

              

                
/

              

              

                

                  
P

                  

                    
X

                  

                

              

            

          

        

      

    

    
{\displaystyle \epsilon _{c}={\frac {{\Delta Q_{Y}}/{Q_{Y}}}{{\Delta P_{X}}/{P_{X}}}}}

  

  

  

    

      

        

          

            
Δ

            

              
Q

              

                
Y

              

            

          

          

            
/

          

          

            

              
Q

              

                
Y

              

            

          

        

      

    

    
{\displaystyle {{\Delta Q_{Y}}/{Q_{Y}}}}

  

 = Y재 수요(량)의 변화율, 

  

    

      

        

          

            
Δ

            

              
P

              

                
X

              

            

          

          

            
/

          

          

            

              
P

              

                
X

              

            

          

        

      

    

    
{\displaystyle {{\Delta P_{X}}/{P_{X}}}}

  

 = X재 가격의 변화율 
[
3
]
```

## 참조
1. ↑  이준구; 이창용. 《경제학원론》. 법문사. [쪽 번호 필요]
2. ↑  Besanko, David; Braeutigam, Ronald (2011). 《Microeconomics》 4판. Wiley. 52쪽. ISBN 978-0-470-64606-9.
3. ↑  이준구, 이창용. 경제학원론(제3판). 법문사. 59-60p.

## 같이 보기
- 경제학